# Liste der Monuments historiques in Massy (Essonne)
Die Liste der Monuments historiques in Massy (Essonne) führt die Monuments historiques in der französischen Gemeinde Massy auf.

## Liste der Bauwerke
| Bezeichnung                | Beschreibung | Standort | Kennzeichnung | Schutzstatus | Datum | Bild |
| -------------------------- | ------------ | -------- | ------------- | ------------ | ----- | ---- |
| Château de Vilgénis        | Schloss      | (Lage)   | PA00087948    | Inscrit      | 1977  |      |
| Kirche Ste-Marie-Madeleine |              | (Lage)   | PA00087949    | Classé       | 1920  |      |

## Liste der Objekte
- Monuments historiques (Objekte) in Massy (Essonne) der Base Palissy des französischen Kultusministeriums